# Hotemaže
Hotemaže – wieś w Słowenii, w gminie Šenčur. W 2018 roku liczyła 480 mieszkańców.